# Matrimonio igualitario en Singapur
Singapur no reconoce el matrimonio igualitario ni las uniones civiles. En 2022, el Parlamento de Singapur aprobó una enmienda constitucional que le otorga "el poder de definir, regular, proteger y promover la institución del matrimonio".

## Derechos de vivienda y de inmigración
El acceso a la vivienda pública en Singapur es un beneficio importante concedido a las parejas casadas. La vivienda pública es el tipo de vivienda más asequible para la clase media y trabajadora debido al alto precio de la vivienda en Singapur. Comprar un departamento de la Junta de Desarrollo de Vivienda es un paso importante hacia la vida matrimonial para casi todas las parejas que desean formalizar su relación y está arraigado en la sociedad de Singapur. Más del 80% de las familias de Singapur viven en apartamentos de vivienda pública vendidos por el gobierno. Sin embargo, las parejas del mismo sexo en Singapur, ya sean ciudadanas o extranjeros, no pueden ser propietarios de sus propias viviendas a través del programa de vivienda pública, y muchos alquilan porque no pueden costear una vivienda privada. Las parejas del mismo sexo (ambos deben tener más de 35 años y ser ciudadanos de Singapur) pueden comprar un apartamento bajo el Plan Conjunto para Solteros. Las parejas del mismo sexo pueden adquirir viviendas privadas, un tipo de propiedad normalmente varias veces más cara que la pública, pero abiertas al público y a los extranjeros.
El Gobierno de Singapur no reconoce las uniones entre personas del mismo sexo válidamente realizadas en el extranjero. Como resultado, las visas para dependientes, que generalmente se emiten para cónyuges heterosexuales, no están disponibles para parejas del mismo sexo. Las parejas del mismo sexo dependientes deben solicitar un permiso de residencia por sus propios méritos. Además, a las parejas del mismo sexo no se les conceden los mismos beneficios fiscales, testamentos y beneficios de seguro conyugal que a las parejas de diferente sexo. Tampoco se reconocen las uniones entre personas del mismo sexo en la mayoría de las áreas de preocupación, como las visitas a hospitales y los beneficios del Fondo Central de Previsión.

## Situación jurídica
El 21 de agosto de 2022, el primer ministro Lee Hsien Loong anunció que el gobierno derogaría la sección 377A del Código Penal, poniendo fin de manera efectiva a la criminalización de las relaciones sexuales privadas y consentidas entre hombres. El 22 de agosto de 2022, el ministro del Interior y Derecho , K. Shanmugam, añadió que se enmendaría la Constitución de Singapur para "proteger" el derecho del Parlamento a definir el matrimonio en lugar del poder judicial, dejando abierta la posibilidad de que el Parlamento legalice los matrimonios entre personas del mismo sexo o las uniones civiles mediante una mayoría simple. Shanmugam aclaró que no se consagrará una definición de matrimonio en la Constitución, afirmando que "cualquier partido o grupo político que quiera impulsar el matrimonio entre personas del mismo sexo podrá hacerlo".
El 20 de octubre de 2022, el gobierno presentó un proyecto de reforma constitucional que otorga al Parlamento "el poder de definir, regular, proteger y promover la institución del matrimonio". Se debatió el 28 de noviembre junto con un proyecto de ley que derogaba la Sección 377A; se aprobó el 29 de noviembre de 2022. La ley fue firmada por la presidenta Halimah Yacob el 27 de diciembre de 2022 y publicada en el Boletín Oficial del Gobierno de la República de Singapur el 6 de enero de 2023. Debido a esta enmienda constitucional y al precedente establecido por la Carta de la Mujer que establece que el matrimonio que no sea entre "una mujer y un hombre" es nulo, en Singapur solo se reconocen los matrimonios entre personas de distinto sexo.
El artículo 156 de la Constitución ahora dice:

(1) La Legislatura puede, por ley, definir, regular, proteger, salvaguardar, apoyar, fomentar y promover la institución del matrimonio.

(2) Sujeto a cualquier ley escrita, el Gobierno y cualquier autoridad pública pueden, en el ejercicio de su autoridad ejecutiva, proteger, salvaguardar, apoyar, fomentar y promover la institución del matrimonio.
(3) Nada de lo dispuesto en la Parte 4 invalida una ley promulgada antes, en o después de la fecha de entrada en vigor de la Ley de la Constitución de la República de Singapur (Enmienda N.º 3) de 2022 por el motivo de que la ley —
(a) define el matrimonio como una unión entre un hombre y una mujer; o
(b) se basa en tal definición de matrimonio.

(4) Nada de lo dispuesto en la Parte 4 invalida un ejercicio de autoridad ejecutiva antes, en o después de la fecha de entrada en vigor de la Ley de la Constitución de la República de Singapur (Enmienda N.º 3) de 2022 por el motivo de que el ejercicio se basa en una definición de matrimonio como una unión entre un hombre y una mujer.

En junio de 2024, una pareja del mismo sexo, Andee Chua, de 34 años, y Hugo Liu, de 37, celebraron una ceremonia de matrimonio en el Área Central, aunque el matrimonio carece de reconocimiento legal.

## Opinión pública
Según una encuesta realizada en 2013 por el Instituto de Estudios Políticos, alrededor del 75% de las personas singapurenses se oponían al matrimonio entre personas del mismo sexo. Una encuesta realizada por la misma organización de encuestas entre agosto de 2018 y enero de 2019 reveló que la sociedad de Singapur todavía era en gran medida conservadora, pero cada vez apoyaba más los derechos LGBT. La encuesta mostró que más del 20% de las personas dijeron que las relaciones sexuales entre adultos del mismo sexo no estaban mal en absoluto o no estaban mal la mayor parte del tiempo, un aumento de alrededor del 10% desde 2013. Alrededor del 27% pensaba lo mismo sobre el matrimonio entre personas del mismo sexo (frente al 15% en 2013) y el 30% pensaba lo mismo sobre las parejas del mismo sexo que adoptan un niño (frente al 24% en 2013).
En 2019, una encuesta realizada por YouGov mostró que el 34% de las personas encuestadas apoyaba las uniones civiles entre personas del mismo sexo, mientras que el 43% se oponía a su legalización y el 23% restante no estaba seguro. El apoyo fue más notable entre las personas más jóvenes: el 50% de las personas de entre 18 y 34 años apoyaban las uniones civiles y el 20% se oponía. En contraste, sólo el 22% de los mayores de 55 años lo apoyan. El 41% de los titulados universitarios está de acuerdo con la legalización de las parejas del mismo sexo, mientras que sólo el 26% de los encuestados sin título universitario está a favor. De los que se consideraban “muy” religiosos, sólo el 23% apoyaba las uniones civiles. El 51% de las personas que se consideran "nada" religiosas expresaron su apoyo. Además de las personas irreligiosas, también se encontró un apoyo mayoritario a las parejas del mismo sexo entre los encuestados que se identificaron como LGBT (71% contra 22%) y entre aquellos que conocían personalmente a una persona en una relación del mismo sexo (52% contra 33%).
Una encuesta de mediados de 2019 realizada por el Instituto de Estudios Políticos encontró que la oposición al matrimonio entre personas del mismo sexo en Singapur había caído al 60%, frente al 74% en 2013. La encuesta también encontró que casi seis de cada diez singapurenses de entre 18 y 25 años creían que el matrimonio entre personas del mismo sexo no estaba mal. En junio de 2019, una encuesta en línea realizada por Blackbox Research reveló que el 56% de los singapurenses se oponían a que otros países siguieran el ejemplo de Taiwán en la legalización del matrimonio entre personas del mismo sexo, mientras que el 44% estaba a favor. Cuando se les preguntó cómo se sentían después de que más de 300 parejas del mismo sexo se habían casado en Taiwán en la primera semana después de que se aprobara la nueva ley, alrededor del 49% de los encuestados se sintieron positivos sobre la declaración, el 14% se sintió "muy positivo" y el 35% se sintió "algo positivo". Por el contrario, el 51% respondió negativamente, el 20% se sintió "fuertemente negativo" y el 31% "algo negativo".
Una encuesta del Pew Research Center realizada entre junio y septiembre de 2022 encontró que el apoyo al matrimonio entre personas del mismo sexo en Singapur había aumentado al 45% y la oposición había caído al 51%. El apoyo más alto fue entre los no afiliados a ninguna religión (62%), los hindúes (60%) y los budistas (53%), pero más bajo entre los cristianos (29%) y los musulmanes (21%). Este nivel de apoyo fue el cuarto más alto entre los seis países del Sudeste Asiático encuestados, detrás de Vietnam con el 65%, Tailandia con el 60% y Camboya con el 57%, pero por delante de Malasia con el 17% e Indonesia con el 5%.
Una encuesta de Ipsos de junio de 2024 encontró un aumento en el apoyo a los derechos LGBT: el 54% de los singapurenses estaba de acuerdo en que las parejas del mismo sexo deberían poder casarse o tener reconocimiento legal, mientras que el 25% estaba en desacuerdo y el 21% era neutral. Además, el 57% de los singapurenses estuvo de acuerdo en que las parejas del mismo sexo deberían poder adoptar, mientras que el 30% estuvo en desacuerdo y el 13% fue neutral.